# Австрийская почта в Лихтенштейне
Австрийская почта в Лихтенштейне — принадлежавшая Австрии почтовая служба, которая функционировала на территории Княжества Лихтенштейн в период с 1818 по 1852 год и с 1876 по 1920 год.

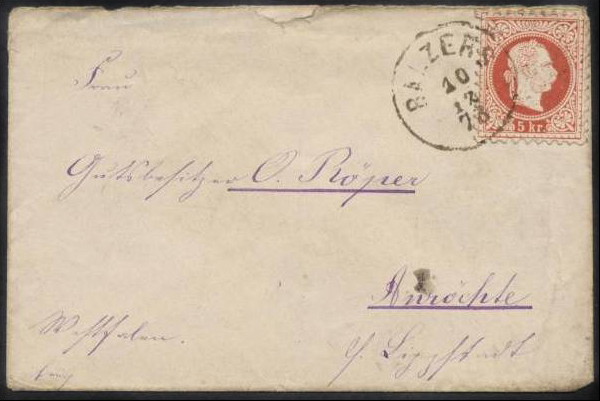
Почтовый конверт, отправленный из Бальцерса в 1878 году, франкированный маркой Австрии 1867 года(Mi #37)

## Развитие почты
В XIX веке Княжество Лихтенштейн не располагало собственной почтовой связью и входило в почтовую систему Австрии. Первое австрийское почтовое отделение открылось 20 августа 1817 года в Бальцерсе. Его первым руководителем был назначен Фердинанд Вольфингер. Вскоре оно было закрыто и вновь открыто 1 января 1827 года. В марте 1845 года в столице княжества Вадуце открылось ещё одно почтовое отделение. Первым почтмейстером был назначен Иоганн Георг Райнбергер. В 1852 году после введения почтовых марок правительство Лихтенштейна расторгло договор с Австрией, регулировавший осуществление Австрией почтовой связи. Действие договора было возобновлено в 1876 году. В части доставки почты Лихтенштейн был приравнен к Австрии, на его территории княжества действовали австрийские почтовые тарифы.
Развитие почты потребовало открытия новых отделений. С 30 июля 1864 по 1912 год существовало отделение в Нендельне. Его первым почтмейстером был Франц-Иосиф Латернсер. 1 марта 1912 года почтовое отделение Нендельна было переведено в Эшен. С 15 ноября 1872 года почта начала действовать в Шаане. Первым почтмейстером здесь был назначен Йозеф Вахтер. 1 июня 1890 года почта была открыта в Тризене; первый почтмейстер — Ксавер Баргеце. С 1 апреля 1907 по 1 марта 1925 года почтовое отделение существовало в Маурене. Первоначально оно подчинялось отделению в Нендельне. В 1912—1921 годах почтовое отделение в Маурене закрылось. Вновь было создано 1 декабря 1921, с подчинением почтовому отделению в Эшене. За всё время, когда почтовой связью в Лихтенштейне заведовала австрийская почтовая администрация, в княжестве никогда не работало более пяти почтовых отделений.
В 1911 году Лихтенштейн предложил Австрии пересмотреть действующее почтовое соглашение. Новое соглашение, которым вносились изменения в основные положения договора, было подписано 4 октября 1911 года и вступило в силу 1 января 1912 года. Почтовой администрацией по-прежнему управляла Австрия, но все существовавшие тогда на территории Лихтенштейна почтовые учреждения стали называться нем. «K. K. Österreichisches und fürstlich Liechtensteinsches Post- und Telegraphenamt» («Императорская и королевская австрийская и княжества Лихтенштейн почтово-телеграфная служба»), что сказалось только на некоторых официальных печатях, на которых теперь изображались два герба вместе.
Княжеству Лихтенштейн приходилось ежегодно платить Австрийской почтовой администрации денежную сумму в размере 10 тысяч крон за пересылку почты. С 1 октября 1916 года эта сумма была увеличена до 14 тысяч крон.
18 февраля 1920 года почтовый договор с Австрией был отменён новым соглашением. Австрийская почтовая служба прекратила свою работу на территории княжества в конце февраля 1920 года. На короткий период времени Лихтенштейн учредил собственную почтовую администрацию, а после заключения договора со Швейцарией, с 1 февраля 1921 года управление почтой Лихтенштейна стала осуществлять швейцарская почтовая администрация.

## Выпуски почтовых марок

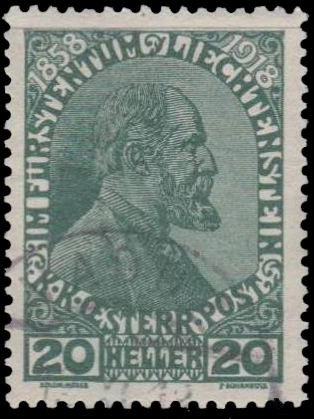
Первая коммеморативная марка Лихтенштейна (1918)(Mi #10)

С 1850 года в Лихтенштейне использовались австрийские марки. Почтовые марки Австрии со штемпелями отделений Лихтенштейна довольно редки. Марки Австрии были изъяты из обращения 31 января 1921 года.
Соглашением от 4 октября 1911 года Лихтенштейну было предоставлено право выпуска собственных марок. Однако Австрия потребовала, чтобы марки княжества по своему виду соответствовали маркам Австрии и печатались в австрийской типографии. Австрия получала также право продажи марок Лихтенштейна коллекционерам.
Первые марки австрийской почты в Лихтенштейне поступили в обращение 1 февраля 1912 года. На них был помещён портрет князя Иоганна II и дана надпись «К. К. Osterr. Post im Furstentum Liechtenstein» («Императорская и королевская австрийская почта в княжестве Лихтенштейн»). Серия состояла из трёх марок, отпечатанных на мелованной бумаге. В 1915 году марки были переизданы на обычной бумаге. Марки обоих выпусков известны с зубцами и без зубцов. Они были изъяты из обращения 31 июля 1917 года.
Наряду с марками Лихтенштейна в обращении по-прежнему оставались и австрийские почтовые марки. Известны смешанные франкировки.
В связи с повышением почтовых тарифов в июне 1917 — ноябре 1918 года вышла новая серия из шести марок с изображением портрета князя и герба Лихтенштейна.
В ноябре 1918 года к 60-летию правления князя Иоганна II в обращение поступила первая коммеморативная марка Лихтенштейна, на которой был изображён портрет князя, а в верхних углах, в отличие от марок стандартной серии, указаны годы его правления «1858» и «1918».